# Jesús Fernández Collado
Jesús Fernández Collado (né le 11 juin 1988 à Madrid) est un footballeur espagnol qui joue actuellement au Grenade CF au poste de gardien de but.

## Carrière en club
Le 23 janvier 2016, libre de tout contrat, il s'engage avec le Grenade CF.

## Palmarès
- Real Madrid Castilla
  - Segunda División B : 2011-2012
- Real Madrid
  - Ligue des champions : 2013-2014